# Gerard Bosch van Drakestein
Gerard Bosch van Drakestein (n. 24 iulie 1887, Mechelen, Flandra, Belgia – d. 20 martie 1972, Haga, Olanda de Sud, Țările de Jos) a fost un ciclist olandez, medaliat olimpic. A participat la două ediții ale Jocurilor Olimpice (1924, 1928) în care a câștigat o medalie de argint și o medalie de bronz.